# World Cup 1987 (Tischtennis)
| 1986 ← World Cup → 1988 | 1986 ← World Cup → 1988               |
| ----------------------- | ------------------------------------- |
|                         | Männer                                |
| Datum                   | 30.07.–02.08.                         |
| Ort                     | Macau                                 |
| Auflage                 | 8                                     |
| Sieger                  | Teng Yi Jiang Jialiang Andrzej Grubba |

Der Tischtennis-World Cup 1987 fand in seiner 8. Austragung vom 30. Juli bis 2. August in Macau statt. Es gab nur einen Wettbewerb für Männer. Gold ging an Teng Yi aus China.

## Modus
An dem Wettbewerb nahmen 16 Sportler teil, die auf vier Gruppen mit je vier Sportlern aufgeteilt wurden. Die Gruppenersten und -zweiten rückten in die im K. o.-Modus ausgetragene Hauptrunde vor. Die Halbfinal-Verlierer trugen ein Spiel um Platz 3 aus, die Viertelfinalverlierer spielten um die Plätze 5–8, die Gruppendritten um die Plätze 9–12 und die Gruppenletzten um die Plätze 13–16. Gespielt wurde mit zwei Gewinnsätzen, in der Hauptrunde mit drei Gewinnsätzen.

## Teilnehmer
| Platz | Name               | TN |
| ----- | ------------------ | -- |
| 1     | Teng Yi            | 1  |
| 2     | Jiang Jialiang     | 5  |
| 3     | Andrzej Grubba     | 5  |
| 4     | Leszek Kucharski   | 2  |
| 5     | Lo Chuen Tsung     | 3  |
| 6     | Cláudio Kano       | 2  |
| 7     | Jan-Ove Waldner    | 4  |
| 8     | Yoshihito Miyazaki | 3  |
| 9     | Kim Ki-taik        | 4  |
| 10    | Atanda Musa        | 4  |
| 11    | Jörgen Persson     | 2  |
| 12    | Tibor Klampár      | 3  |
| 13    | Kim Wan            | 4  |
| 14    | Gary Haberl        | 1  |
| 15    | Horatio Pintea     | 1  |
| 16    | Chan Kin Meng      | 1  |

## Gruppenphase

### Gruppe 1
|                | Ergebnis |                |
| -------------- | -------- | -------------- |
| Jiang Jialiang | 2:1      | Cláudio Kano   |
| Jiang Jialiang | 2:1      | Jörgen Persson |
| Jiang Jialiang | 2:0      | Chan Kin Meng  |
| Cláudio Kano   | 2:1      | Jörgen Persson |
| Cláudio Kano   | 2:0      | Chan Kin Meng  |
| Jörgen Persson | 2:0      | Chan Kin Meng  |

| Platz | Spieler        | Spiele | Sätze | Punkte |
| ----- | -------------- | ------ | ----- | ------ |
| 1     | Jiang Jialiang | 3      | 6:2   | 6      |
| 2     | Cláudio Kano   | 3      | 5:3   | 5      |
| 3     | Jörgen Persson | 3      | 4:4   | 4      |
| 4     | Chan Kin Meng  | 3      | 0:6   | 3      |

### Gruppe 2
|                    | Ergebnis |                    |
| ------------------ | -------- | ------------------ |
| Andrzej Grubba     | 2:1      | Yoshihito Miyazaki |
| Andrzej Grubba     | 2:0      | Atanda Musa        |
| Andrzej Grubba     | 2:1      | Kim Wan            |
| Yoshihito Miyazaki | 2:1      | Atanda Musa        |
| Yoshihito Miyazaki | 2:1      | Kim Wan            |
| Atanda Musa        | 2:1      | Kim Wan            |

| Platz | Spieler            | Spiele | Sätze | Punkte |
| ----- | ------------------ | ------ | ----- | ------ |
| 1     | Andrzej Grubba     | 3      | 6:2   | 6      |
| 2     | Yoshihito Miyazaki | 3      | 5:4   | 5      |
| 3     | Atanda Musa        | 3      | 3:5   | 4      |
| 4     | Kim Wan            | 3      | 3:6   | 3      |

### Gruppe 3
|                  | Ergebnis |               |
| ---------------- | -------- | ------------- |
| Leszek Kucharski | 2:1      | Teng Yi       |
| Leszek Kucharski | 2:1      | Tibor Klampár |
| Leszek Kucharski | 2:0      | Gary Haberl   |
| Teng Yi          | 2:0      | Tibor Klampár |
| Teng Yi          | 2:0      | Gary Haberl   |
| Tibor Klampár    | 2:1      | Gary Haberl   |

| Platz | Spieler          | Spiele | Sätze | Punkte |
| ----- | ---------------- | ------ | ----- | ------ |
| 1     | Leszek Kucharski | 3      | 6:2   | 6      |
| 2     | Teng Yi          | 3      | 5:2   | 5      |
| 3     | Tibor Klampár    | 3      | 3:5   | 4      |
| 4     | Gary Haberl      | 3      | 1:6   | 3      |

### Gruppe 4
|                 | Ergebnis |                |
| --------------- | -------- | -------------- |
| Jan-Ove Waldner | 2:1      | Lo Chuen Tsung |
| Jan-Ove Waldner | 2:0      | Kim Ki-taik    |
| Jan-Ove Waldner | 2:1      | Horatio Pintea |
| Lo Chuen Tsung  | 2:1      | Kim Ki-taik    |
| Lo Chuen Tsung  | 2:0      | Horatio Pintea |
| Kim Ki-taik     | 2:1      | Horatio Pintea |

| Platz | Spieler         | Spiele | Sätze | Punkte |
| ----- | --------------- | ------ | ----- | ------ |
| 1     | Jan-Ove Waldner | 3      | 6:2   | 6      |
| 2     | Lo Chuen Tsung  | 3      | 5:3   | 5      |
| 3     | Kim Ki-taik     | 3      | 3:5   | 4      |
| 4     | Horatio Pintea  | 3      | 2:6   | 3      |

## Hauptrunde
|  | Viertelfinale      | Viertelfinale  |                  |                  | Halbfinale       | Halbfinale |  |  | Finale | Finale |
|  |                    |                |                  |                  |                  |            |  |  |        |        |
|  |                    |                |                  |                  |                  |            |  |  |        |        |
|  | Jiang Jialiang     | 3              |                  |                  |                  |            |  |  |        |        |
|  | Jiang Jialiang     | 3              |                  |                  |                  |            |  |  |        |        |
|  | Yoshihito Miyazaki | 0              |                  |                  |                  |            |  |  |        |        |
|  | Yoshihito Miyazaki | 0              | Jiang Jialiang   | 3                |                  |            |  |  |        |        |
|  |                    |                | Jiang Jialiang   | 3                |                  |            |  |  |        |        |
|  |                    | Andrzej Grubba | 2                |                  |                  |            |  |  |        |        |
|  | Cláudio Kano       | Andrzej Grubba | 2                | 2                |                  |            |  |  |        |        |
|  | Cláudio Kano       |                |                  | 2                |                  |            |  |  |        |        |
|  | Andrzej Grubba     | 3              |                  |                  |                  |            |  |  |        |        |
|  |                    |                | Jiang Jialiang   | 1                |                  |            |  |  |        |        |
|  |                    |                |                  | Teng Yi          | 3                |            |  |  |        |        |
|  | Leszek Kucharski   | 3              |                  |                  |                  |            |  |  |        |        |
|  | Lo Chuen Tsung     | 1              |                  |                  |                  |            |  |  |        |        |
|  | Lo Chuen Tsung     | 1              | Leszek Kucharski | 2                |                  |            |  |  |        |        |
|  |                    |                | Leszek Kucharski | 2                | Spiel um Platz 3 |            |  |  |        |        |
|  |                    | Teng Yi        | 3                |                  |                  |            |  |  |        |        |
|  | Jan-Ove Waldner    | Teng Yi        | 3                | 2                | Andrzej Grubba   | 2          |  |  |        |        |
|  | Jan-Ove Waldner    |                |                  | 2                | Andrzej Grubba   | 2          |  |  |        |        |
|  | Teng Yi            | 3              |                  | Leszek Kucharski | 0                |            |  |  |        |        |
|  | Teng Yi            | 3              |                  |                  | 0                |            |  |  |        |        |
|  |                    |                |                  |                  |                  |            |  |  |        |        |

## Platzierungsspiele
| um Platz | Spieler 1      | Ergebnis | Spieler 2          | um Platz | Spieler 1       | Ergebnis | Spieler 2          |
| -------- | -------------- | -------- | ------------------ | -------- | --------------- | -------- | ------------------ |
| 5–6      | Cláudio Kano   | 2:1      | Yoshihito Miyazaki | 5        | Lo Chuen Tsung  | 2:1      | Cláudio Kano       |
| 5–6      | Lo Chuen Tsung | 2:1      | Jan-Ove Waldner    | 7        | Jan-Ove Waldner | 2:0      | Yoshihito Miyazaki |
| 9–10     | Kim Ki-taik    | 2:1      | Jörgen Persson     | 9        | Kim Ki-taik     | 2:0      | Atanda Musa        |
| 9–10     | Atanda Musa    | 2:1      | Tibor Klampár      | 11       | Jörgen Persson  | 2:1      | Tibor Klampár      |
| 13–14    | Kim Wan        | 2:1      | Horatio Pintea     | 13       | Kim Wan         | 2:1      | Gary Haberl        |
| 13–14    | Gary Haberl    | 2:0      | Chan Kin Meng      | 15       | Horatio Pintea  | 2:1      | Chan Kin Meng      |